# Les Écrans de l'aventure
 (mai 2020).
Les Écrans de l'aventure est un festival international dédié à l’aventure, créé en 1992 par le Dr Pierre Fyot et se déroulant chaque année à Dijon. Organisé par La Guilde, association engagée dans l’exploration et l’action solidaire, il propose deux compétitions : l’une pour les films documentaires et l’autre pour les récits littéraires, tout en intégrant diverses expressions artistiques en lien avec l’exploration et le dépassement de soi. Les projets mettent en avant les aventures humaines ainsi que l'exploration pour transformer les rêves des spectateurs en actions. 

## Organisateurs
Conçu et initié par La Guilde européenne du raid en 1975, ce festival est réalisé avec la ville de Dijon depuis 1992.
De nombreuses personnalités de l'aventure ont contribué à cet événement pionnier : Gérard d'Aboville, Isabelle Autissier, Sir Peter Blake (NZ), Stéphanie Bodet, Alain Bombard, Dorine Bourneton, Hubert de Chevigny, Jean-Loup Chrétien, Yves Coppens, Philippe Croizon, Catherine Destivelle, Kurt Diemberger (AT), Jean-Louis Etienne, Maud Fontenoy, Claudie Haigneré, Sir Edmund Hillary (NZ), Mike Horn (CH), James Lovell (US), Ellen MacArthur (UK), Catherine Maunoury, Antoine de Maximy, Yuichiro Miura (JP), Vincent Munier, Børge Ousland (NO), Bertrand Piccard (CH), Anne Quéméré, Elisabeth Revol, Jean-Christophe Rufin, Dmitry Shparo (en) (RU), Sylvain Tesson, Matthieu Tordeur, Jean-Luc Van Den Heede, Nicolas Vanier, Bernard Voyer (CA), Olivier Weber…
En 2023, le jury documentaire est présidé par le journaliste présentateur Denis Brogniart et le jury littéraire par l'écrivain Marc de Gouvenain.

## Lieux et dates
Le festival se déroule à Dijon tous les ans vers la mi-octobre. Il s'est tenu au théâtre des Feuillants jusqu'en 1999, au Palais des Congrès, puis à l'Auditorium de 2000 à 2008, aux cinémas Darcy et Olympia depuis 2009,, en salles et en ville depuis 2022.
La 32e édition a eu lieu du 10 au 15 octobre 2023 et la 33e édition du 01 au 06 octobre 2024.

## Principe

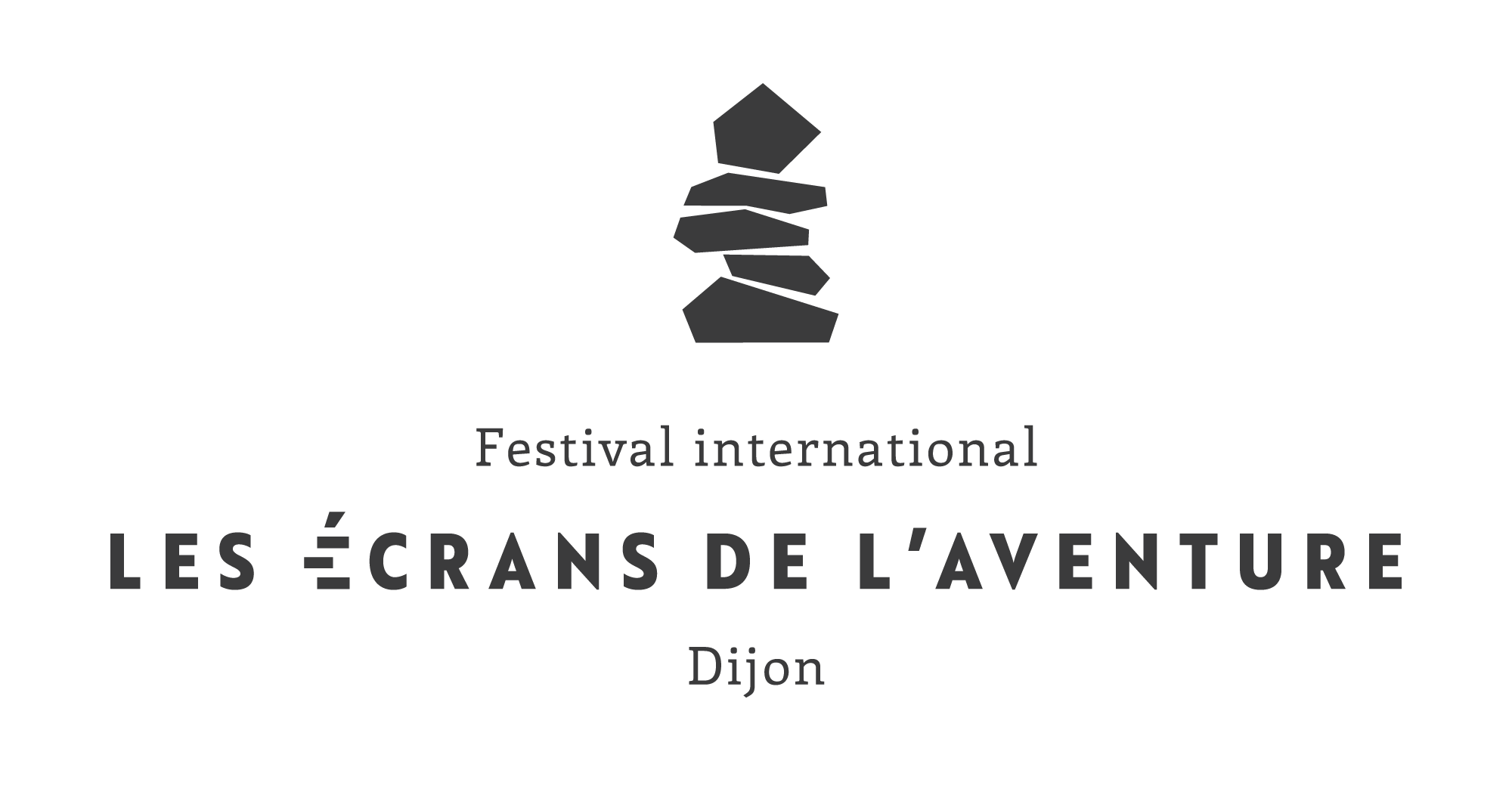
Logo des Ecrans de l'aventure.

- Le festival a pour vocation de diffuser des productions documentaires d'aventure internationales. Ces films, ayant trait à l'aventure humaine et à l'exploration, font l'objet d'une compétition et sont diffusés en présence des réalisateurs ou des aventuriers qui en sont les acteurs.
- Projections, débats, expositions, rencontres... visent à favoriser les rencontres entre les professionnels de l’image, les aventuriers et les publics.
- Une cinémathèque proposant des films primés dans l'histoire du festival est lancée en 2021, à l'occasion de ses 30 ans[8],[9].

## Prix décernés par le festival
- 7 prix documentaires :
  - La Toison d'or (Un livre à l'honneur. La Toison d'or du livre d'aventure de l'année doté par la librairie Gibert & Le Prix des lecteurs de la Bibliothèque municipale de Dijon) du film d'aventure.
  - Le prix spécial du jury
  - Le prix Jean-Marc Boivin (récompense l'authenticité d'une aventure vécue)
  - Le prix des jeunes de la ville de Dijon
  - Le prix public des Écrans de l'Aventure
  - Le Prix Ushuaïa TV / Écrans de l’aventure de Dijon
  - Le prix jeune réalisateur (jusqu'en 2015, récompensait la qualité d'une première réalisation)
- 2 prix littéraires :
  - La Toison d'or de livre d'aventure vécue (récompense le meilleur récit d'aventure de l'année)
  - Le Prix des lectrices et lecteurs de la Médiathèque Port du Canal, avec la Bibliothèque municipale de Dijon.
- 3 prix pour récompenser des parcours d'aventure :
  - La Toison d'or de l'aventurier de l'année
  - Le prix Alain Bombard (récompense une aventure contenant un enseignement pour l'avenir)
  - Le trophée Peter Bird  (jusqu'en 2015, récompensait la persévérance et la ténacité dans un projet d'aventure)

En 2021, le palmarès des Écrans a distingué Jordan Manoukian (Out of Frame, Toison d'or du film d'aventure), Corentin de Chatelperron (4 mois sur ma biosphère, Toison d'or de l'aventurier de l'année et prix des jeunes de la ville de Dijon),  Edouard Cortès (Par la force des arbres, éditions des Équateurs, Toison d'or du livre d'aventure de l'année) ou Marianne Chaud (L'Aventure, prix Alain Bombard).